# День ангела (фильм, 1988)
«День ангела» — советская трагикомедия по одноимённому рассказу Михаила Коновальчука. Фильм снимался подпольно в начале 1980-х годов и впервые был показан лишь в июне 1988 года.

## Сюжет
В центре фильма подросток Мафусаил, рассказывающий о своей жизни и о жизни близких людей. Отец мальчика герой гражданской войны, старший брат — вор и бандит, средний — фальшивомонетчик, три сестры — работящая Катерина, набожная Вера и непоседливая Любка. Все они живут в большом покосившемся деревянном доме, который тоже герой картины. В доме помимо Мафусаила и его семьи проживают бывший хозяин — барин, прозябающий где-то в подвалах, дачники из города и многие другие. Все они сосуществуют в доме, иногда досаждая друг другу, но никогда не вступая в конфликт.

## В ролях
- Леонид Коновалов — Мафусаил
- Александр Белов — отец
- Вячеслав Говалло — Иван, брат Мафусаила
- Алексей Анненков — Коля, брат Мафусаила
- Екатерина Куклина — Катя, сестра Мафусаила
- Людмила Ямпольская — Вера, сестра Мафусаила
- Лариса Шумилкина — Люба сестра Мафусаила
- Юрий Клименко — Сева, дачник
- Светлана Бубнова — Валентина, жена Севы
- О. Абросимова — Алла, дочь Севы и Валентины
- С. Михутин — Коля в детстве
- В. Штоль — посетитель Веры
- Сотрудники УГРО — Сергей Русскин, Николай Устинов, А. Шубин и Д. Колокотов.
- Гости — Б. Шевелёв, Алексей Парщиков, Юрий Гурьев, Афанасий Тришкин и П. Шумейко.
- Голос за кадром (в титрах не указанны) — Лев Дуров (в первой редакции фильма 1980 года), Алексей Герман (во второй редакции фильма 1988 года)[1]

## Съёмочная группа
- Авторы сценария — Сергей Сельянов, Николай Макаров по одноимённому рассказу Михаила Коновальчука
- Режиссёр — Сергей Сельянов, Николай Макаров
- Оператор — Сергей Астахов
- Композитор — Аркадий Гагулашвили
- Художник — Александр Майоров, Лариса Шилова

## О фильме
По словам режиссёра Сергея Сельянова,

Правила игры, придуманные для художников партией и правительством, меня совсем не устраивали. Поэтому и стал на свои деньги снимать подпольно «День ангела».

Как отмечает энциклопедия «Новейшая история отечественного кино (1986—2000)», сценарист Михаил Коновальчук в «Дне ангела»

описал от первого лица «странный мир», предстающий перед глазами подростка-дурачка (возможные литературные аналогии — Бенджи в «Шуме и ярости» Уильяма Фолкнера и раздвоенный «Я-повествователь» в «Школе для дураков» Саши Соколова), а также историю его семьи, используя при этом «платоновскую» деформацию языка и обращаясь к категориям Рода, Числа и Буквы. Снятый по этому рассказу Сергеем Сельяновым и Николаем Макаровым одноимённый фильм стал первым опытом «независимого кино» в СССР.